# Jon Spencer Blues Explosion
The Jon Spencer Blues Explosion (también conocidos con sus alias Jon Spencer Blues Explosion, Blues Explosion, JSBE y JSBX) es una banda de punk blues formada en Nueva York (Estados Unidos) en 1990 por Jon Spencer (voz y guitarra), Judah Bauer (guitarra y voz) y Russell Simins (batería).
Son considerados como unos de los impulsores del blues punk; durante los años 1990 la JSBX estuvo muy bien considerada por buena parte de la crítica musical, ya que no del público mainstream, debido a que siempre se movieron en círculos underground.

## Historia

### Los comienzos
Jon Spencer, original de Hanover, Nuevo Hampshire (EE. UU.), formó en Nueva York Pussy Galore, un grupo de rock experimental que se disolvió a finales de los años 1980. Era un grupo por el que nadie daba un duro, pero sirvió de embrión para varias bandas que dieron más que hablar: la propia Jon Spencer Blues Explosion, Boss Hog (formada por el propio Spencer y Cristina Martinez) y Royal Trux (formada por Neil Hagerty y Jennifer Herrema).
Tras disolverse Pussy Galore, Jon Spencer empezó a trabajar con otras bandas como The Honeymoon Killers, Crowbar Massage y Boss Hog. Fue en The Honeymoon Killers donde conoció a Judah Bauer y Russell Simins, quienes acabaron formando a JSBX. Judah Bauer había tocado también con The Trown Ups (con quienes publicó un álbum como vocalista en 1990), banda formada por Mark Arm y Steve Turner de Mudhoney. Russell Simins tocaba en Crunt, que publicaron un único LP en 1994 y se disolvieron en 1995.
Con su nuevo grupo formado, Jon Spencer dejó a Boss Hog como proyecto paralelo. Al igual que en Pussy Galore, JSBX se caracterizó por una formación sin bajista, en vez de un power trio habitual, la formación era de dos guitarristas y batería. Las primeras referencias de Jon Spencer (los sencillos grabados para las «jukebox series» de In The Red, el sencillo navideño para Sub Pop y el bootleg A Reverse Willie Horton, grabado en directo) son, según John Dougan, de Allmusic, «incomprehensibles y excitantes», con un  bajo inexistente (o grabado a un volumen muy bajo) y guitarras distorsionadas en primer plano.
Pronto firmaron un contrato con Matador Records, fruto del cual fue su primer álbum oficial (producido por Steve Albini), Jon Spencer Blues Explosion (1992), seguido de Crypt Style (Crypt, 1992). Crypt Style era una edición con muchas de las canciones presentes en Jon Spencer Blues Explosion, pero en versiones diferentes. En estas referencias se apreció un cambio de estilo respecto a sus primeros sencillos: las canciones eran más coherentes y tanto la forma de cantar de Jon Spencer como la forma en la que la banda le seguía adoptaron más aires de blues. A pesar de ello, el álbum no se mueve, ni mucho menos, dentro de los parámetros del blues ortodoxo. Según John Dougan el punk es el espíritu de este álbum «demente» y «crudo». Éste y su primo hermano Crypt Style son considerados entre los discos seminales del punk blues.
Las referencias de JSBX fueron editadas a la vez por varios sellos, Matador, Crypt, Au-Go-Go, Toy's Factory y Mute/Virgin. Así, existen varias ediciones de cada uno de sus álbumes.

### El éxito
Durante este punto y hasta finales de la década, los álbumes de estudio de JSBX fueron muy bien acogidos por la crítica, convirtiéndoles en un grupo de éxito a nivel underground.
En 1993 apareció el tercer álbum de JSBX, Extra Width, esta vez producido por el propio Jon Spencer y considerado por algunos como el mejor trabajo de JSBX. En este álbum se produce una ruptura respecto a los dos anteriores: JSBX empieza a sonar como una banda de los 70 y la voz y pose de Spencer se asemejan a las de los imitadores de Elvis. La actuación de Spencer es «histérica» y el álbum se describe como «enérgico y trastornado» Existen descartes y demos que se publicaron en Mo' Width (Au-Go-Go, 1994) Tras la publicación de Extra Width aparecieron por primera vez en la MTV, que emitió el vídeo «Afro», canción que fue el primer sencillo del álbum.
En 1994, con la edición de su cuarto álbum, el más accesible Orange, producido por el propio grupo y Jim Waters, su número de seguidores se incrementó. JSBX siguieron buscando, en sonido y producción, a las bandas underground de los 70. Con este álbum llegó, además, una nueva cara del grupo: su gusto por las remezclas y la experimentación. El primer sencillo de Orange, «Flavor» (Matador), llegó con una remezcla en la cara B del maxisencillo de 12" promocional. A este sencillo siguieron «Bellbottoms» / «Miss Elaine» (Matador, 1995, esta vez sin remezclas) y el EP Lo-Fi Demonstrational. El EP se editó en dos formatos: 12", con remezclas de tres temas por UNKLE, Mike D. y Beck, y CD, con tres canciones más remezcladas por Calvin Johnson (de Dub Narcotic Sound System), Moby y GZA (de Wu-Tang Clan).
Hasta 1996 no apareció un nuevo trabajo de estudio, esta vez titulado Now I Got Worry (Capitol/Matador). Como en el anterior, Jim Waters ejerció de productor, además del propio Spencer. El trabajo sigue la línea de sus predecesores, con «guitarras ásperas» y «voces como ladridos» y un sonido «fiero y directo [...] que mantiene el disco arriba», según Allmusic.
Entre 1996 y 1997, la JSBX al completo sirvió de banda de apoyo del bluesman R. L. Burnside, grabando con él dos álbumes: A Ass Pocket Of Whiskey (Matador, 1996, OLE-214-1/2) y Mr. Wizard (Fat Possum, 1997, 80301-1/2). La noticia causó cierta consternación entre los fanes más puristas de Burnside, ya que muchos pensaban que Jon Spencer se burlaba del blues con su música.
Aparte de colaborar con Burnside, la Blues Explosion realizó una gira que les llevó, entre otros lugares, por España. El grupo se encontraba en un excelente momento de forma, dando conciertos muy enérgicos que eran aplaudidos por la crítica.
Dos años más tarde de la publicación de Now I Worry apareció Acme (Matador, 1998) el, para algunos, mejor trabajo de la banda. Acme fue el trabajo de estudio en el que cristalizaron los experimentos realizados anteriormente en singles y EP. El sonido básico (dos guitarras y batería) seguía siendo el mismo, pero en esta ocasión se escuchan elementos propios de la música electrónica y el rap. Otra novedad es que JSBX utilizó varios productores: Calvin Johnson, Steve Albini, Dan the Automator, Suzanne Dyer, Jim Dickinson y Alec Empire (de Atari Teenage Riot).

### Parón post-Acme
Tras la publicación de Acme y la consiguiente gira de presentación (en la que pasaron por España), la banda se dio su primer respiro en años. Fue un parón, no obstante, relativo, ya que realizaron diferentes proyectos bajo el nombre de JSBX.
En 2000 participaron como banda de apoyo en la grabación del álbum de Andre Williams Is the Black Godfather (In The Red, 2000), proyecto de Mick Collins en colaboración con bandas como The Compulsive Gamblers, The Cheater Slicks, The Countdowns y los propios JSBX. Además, grabaron el EP de 12" Lap Dance (In The Red, 2000).
Durante este periodo se lazaron varios álbumes de la Blues Explosion. Aparecieron una serie de álbumes de descartes de las sesiones de Acme: Acme-Plus (Mute, 1999), Extra-Acme (Toy's Factory, 1999), Xtra-Acme (Matador, 1999) y Ura-Acme (Toy's Factory, 1999). Además se editó Experimental Remixes (Mute, 2000), un recopilatorio que recogía varias remezclas editadas en otros EP y singles. 
Por separado, Judah Bauer se concentró en su proyecto paralelo 20 Miles, que había iniciado en 1996 junto a su hermano Donovan tras la grabación del álbum de la JSBX Now I Got Worry. Durante el parón de la banda publicaron varios álbumes: I'm A Lucky Guy (Fat Possum, 1998) y Keep It Coming (Fat Possum, 2002). Además, colaboró con Speedball Baby en los álbumes Uptight! (In the Red, 2000, ITR 072) y The Blackout (In the Red, 2002, ITR 086).
Por su parte, Jon Spencer formó un grupo con los hermanos Luther y Cody Dickinson (de North Mississippi Allstars) llamado Spencer Dickinson. En 2001 tuvieron lugar unas sesiones en Mississippi's Zebra Ranch, un estudio de grabación propiedad de Jim Dickinson (padre de los dos hermanos y reputado productor). Fruto de las sesiones fue un álbum editado por Toy's Party ese mismo año: Spencer Dickinson.
Russel Simins editó Public Places (Grand Royal, 2000) su primer álbum en solitario.

### Vuelta a la actividad
En 2002 apareció un nuevo trabajo de estudio de JSBX: Plastic Fang. El álbum recibió buenas críticas a nivel internacional, pero en España fue vapuleado por la crítica. La Blues Explosion dejó de lado la experimentación de Acme y volvió a trabajar con un único productor: Steve Jordan, consiguiendo un sonido «directo y abrasivo», pero más limpio y accesible que en anteriores trabajos.
Al álbum le siguió una gira de promoción en la que desecharon tocar en muchos sitios. En España, el único lugar en el que tocaron fue en Madrid. Fue un concierto sorpresa en los locales de ensayo Rock Palace, y se celebró con motivo del cumpleaños de Jon. Volvieron a pasar por Europa y España, donde en Barcelona actuaron en el festival MTV Music Week, organizado por la cadena MTV, junto a Sidonie, Dover y The Libertines.
En 2004 apareció Damage! un álbum que, según algunos críticos, mostraba el declive de la banda. Para otros, en cambio, la Blues Explosion se mostraba como un conjunto de excelentes compositores, dando forma en Damage! a algunas de sus mejores canciones. En este álbum la banda retomó el concepto de Acme: trabajar con varios productores y colaboradores para mostrar diferentes facetas y sacarle más jugo a las canciones. Algunos de estos colaboradores fueron Martina Topley-Bird, James Chance, Chuck D., Steve Jordan, Dan the Automator, David Holmes o DJ Shadow. El álbum apareció acreditado a «Blues Explosion» (sin el «Jon Spencer» delante), una forma, según el propio Spancer, de demostrar que lo suyo era una banda de verdad y de ceder el protagonismo compartiéndolo con los otros dos miembros.
Tras la aparición de Damage! y su última gira, Blues Explosion volvió a desaparecer del mapa. Uno de los motivos fue la aparición del grupo de rockabilly Heavy Trash, formado por Spencer y Matt Verta-Ray. Entre 2004 y 2007 aparecieron dos trabajos de la banda, Heavy Trash (Yep Roc, 2005) y Going Way Out With Heavy Trash (Yep Roc, 2007). Durante estos años Jon Spencer estuvo concentrado en su nuevo proyecto, enlazando giras y grabaciones de manera continua. A finales de 2007 estuvieron de gira por Europa, entre otros lugares, tocaron en el Azkena Rock Festival de Vitoria y en otras localidades españolas. Por su parte, Judah Bauer tocó durante 2006 con la primera formación de The Childballads, la nueva banda de Stewart Lupton, con quienes grabó su EP de debut Cheekbone Hollows. Además, durante 2006 apareció un nuevo LP de Spencer Dickinson, The Man Who Lives for Love (Yep-Roc), que en realidad se trata de una versión extendida del ya editado Spencer Dickinson.
En 2007, tres años después de su último trabajo de estudio apareció Jukebox Explosion, un álbum de rarezas que recopilaba la serie de sencillos que editaron en In The Red a mediados de los noventa. El álbum apareció acreditado a «Jon Spencer Blues Explosion». El grupo inició una nueva gira mundial llamada «jukebox Explosion Tour 2008». El 6 de septiembre tocarán en España en el marco del Azkena Rock Festival.

## Discografía

### Álbumes oficiales
- Jon Spencer Blues Explosion (Caroline/Hut Records, 1992, HUTLP3/HUTCD3). Editado también por Virgin (1992).
- Crypt-Style (Crypt, 1992, CR-029). Aparecen muchos temas del Jon Spencer Blues Explosion pero en diferentes versiones.
- Extra Width (Matador, 1993, OLE-052-1/2/4). Existen ediciones de Crypt (1993, CR-033), Au-Go-Go (1993, ANDA 175) y Toy's Factory (1993, TFCK-88740).
- Orange (Matador, 1994, OLE-105-1/2/4). Existen ediciones de Crypt (1994, CR-046), Au-Go-Go (1994, ANDA 178) y Toy's Factory (1994, TFCK-8873914, ésta, con dos temas extras: «Flavor part 1 (remix by Mike D.)» y «Flavor part 2 (remix by Beck)», ambas editadas posteriormente en Experimental Remixes). Reeditado en 2000 por Mute (JSBX 2).
- Now I Got Worry (Capitol/Matador, 1996, OLE-193/CDP 7243 8 53553 2 5). Existen ediciones de Mute (1996, Stumm 132), Toy's Factory (1996, TFCK-88795, con temas extra: «Cool Vee» y «Get With It») y Au-Go-Go (1997, ANDA 210).
- Acme (Matador, 1998, OLE-322-1/2/4). Existen ediciones de Mute (1998, Stumm 154) y Au-Go-Go (1999, ANDA 250).
- Plastic Fang (Matador, 2002, OLE-542). Existen ediciones de Mute (2002, Stumm 199), Toy's Factory (2002, TFCK-87285, llamado Fang Plastique) y una Plastic Fang Australian Tour Edition (2002, doble CD).
- Damage (Mute, 2004, Stumm 236/CDStumm 236)
- Jukebox Explosion (In The Red, 2007, ITR 146)

### Otros álbumes
- The Jon Spencer Blues Explosion Presents Jams In The Crypt Style (1+2 Records, 1992, 1+2 CD 024). Edición similar a Crypt Stile, pero con más canciones.
- Mo' Width (Au-Go-Go, 1994, ANDA 166). Descartes y demos de las sesiones de Extra Width.
- Controversial Negro (Matador, 1997, OLE-255-1). Existen ediciones de Mute (1997, EXPLOSION 1 CD) y Toy's Factory (1997, TFCK-87126, con temas extra: «The Feeling Of Love», «Down Low», «Dynamite Lover», «Flavor», «Full Grown»).
- Acme-Plus (Mute, 1999, Stumm 184).
- Extra-Acme (Toy's Factory, 1999, TFCK-87169).
- Xtra-Acme (Matador, 1999, OLE-376-1/2).
- Ura-Acme (Toy's Factory, 1999, TFJK-38502).
- Extra Width + Mo' Width (Mute, 2000, JSBX 1). Extra Width y Mo' Width en un único CD.
- Experimental Remixes (Mute, 2000, JSBX 3). Álbum de remezclas.

### Bootlegs
- A Reverse Willie Horton (Public Pop-Can Production, 1992, Pork-01). Primera grabación conocida de la JSBX, anterior a su primer LP. 500 copias.
- Blues Explosion, Lion Tamer's Revenge (In The Raw, 1992).
- Don't Cramp My Style (Dinamite Disk, 1994, TNT 007). Grabado en directo en Países Bajos el 18 de septiembre de 1994.
- Blues Man/Live At The Whiskey-A-Go-Go (Bootleg, 1995, EMCD28).
- Devil's Blues, VPRO Session, sept '94 (Cock-Rock-Music, 1996, #001).
- Blues Explosion - Live!! 11-23-93
- Devil's Blues, VPRO Session, sept '94

### Vídeos
- The Jon Spencer Blues Explosion (Matador, 1997, OLE-263-3).

### Sencillos y EP
- The Sound Of The Future Is Here Today (Clawfist, 1992, clawfist #13). EP en 7" con tres canciones en directo: «History Of Sex», «Write A Song» y «Smoke Cigarettes».
- «Shirt-Jac» / «Latch On» (In The Red, 1992, ITR 007).
- «Son of Sam» / «Bent» (In The Red, 1992, ITR 011).
- «Big Yule Log Boogie / «My Christmas Wish» (Sub Pop, 1992, SP 180).
- «Train # 3» / «Train # 1» (In The Red, 1993, ITR 019).
- «Afro» / «Relax-Her» (Matador, 1994, OLE-077-7).
- «Flavor» (Matador, 1994, OLE-???-1). 12" promocional, con la versión original en la cara A y un remix de Mike D. en la cara B.
- «Bellbottoms» / «Miss Elaine» (Matador, 1995, OLE-111-7). En vinilo blanco.
- Lo-Fi Demonstrational (Matador, 1995, OLE-111-1). Existe una edición en Au-Go-Go (1995, ANDA 190). contiene tres remezclas, «Bellbottoms» (por UNKLE), «Flavor part 1» (por Mike D.) y «Flavor part 2» (por Beck). También existe una edición en CD (ediciones de Matador, 1995, OLE-111-2 y Au-Go-Go, 1995, ANDA 190) con tres canciones más: «Soul Typecast» (por Dub Narcotic Sound System/Calvin Johnson), «Greyhound part 1» (por Moby) y «Greyhound part 2» (con la colaboración de Killah Priest, remezclado por GZA de Wu-Tang Clan)
- «Get With It» / «Down Low» (In The Red, 1996, ITR 042).
- «2 Kindsa Love» / «Let's Smerf» (Matador, 1996, OLE-227-7 y Mute, 1996, mute 202). La edición de Mute fue en vinilo rosa. Existe un CD-single con diferentes canciones: «2 Kindsa Love», «Fish Sauce» (con Money Mark) y  «Cool Vee» (con scratches de Adrock)
- «Wail #1» (Mute, 1997, lmute 204). 7" con «Wail (Mario Remix)» y «Flavor (live version)».
- «Wail #2» (Mute, 1997, mute 204). 7" con tres canciones: «Wail (Video Mix)», «Judah Love Theme» y «Radio Spot».
- «Rocketship» / «Chocolate Joe» (Au-Go-Go, 1997, ANDA 231)
- Rocketship (Au-Go-Go, 1997, ANDA 231). CDEP con «Rocketship», «Dynamite Lover (live)», «Down Low (live)», «Flavor (live)» y «Full Grown (live)»
- «Magical Colors» / «Confused» (Mute, 1998, mute 222). 7" en vinilo transparente. Existe un CDS con diferentes canciones: «Magical Colors», «Bacon» y «Get Down Lover».
- Acme 12" (Mute, 1998, P12 Stumm 154). 12" promocional con «Magical Colors», «Calvin», «Lovin' Machine» y «Talk About The Blues».
- Talk About The Blues (Matador, 1998, OLE-327-1). 12" con «Talk About The Blues (For The Saints And Sinners Remix)», «Lovin' Machine (Automator)», «Calvin» y «Calvin (Zebra Ranch). Existe otro 12" posterior (Mute, 1999, 12 mute 226) con «Talk About The Blues (For The Saints And Sinners Remix)», «Lovin' Machine (Automator)» y «Calvin (Zebra Ranch)».
- «Talk About The Blues» (Matador, 1998, OLE-327-2). CD-single con «Talk About The Blues (For The Saints And Sinners Remix)», «Bacon» y «Get Down Lover». Existe otro CD-single (Mute, 1999, CD mute 226) con «Talk About The Blues», «Lovin' Machine (Automator)», «Calvin (Zebra Ranch)», «Talk About The Blues (For The Saints And Sinners Remix)» y «Talk About The Blues (video)».
- «Talk About The Blues» / «Wait A Minute» (Mute, 1999, mute 226). 7" en vinilo naranja.
- «Heavy» / «Give Ya Some Hell» (Mute, 1999, mute 239). 7" en vinilo azul.
- Heavy 12" (Mute, 1999, 12 mute 239). 12" con «Heavy (Remix, Radio Edit)», «Attack (Detroit)», «2 Kindsa Love (Duck Rock 105.9 FM Remix)» y «Do You Wanna Get Heavy? (Duck Rock Hip'n'Bass Final Remix)».
- «Heavy» (Mute, 1999, CD mute 239). CD-single con «Heavy (Remix, Radio Edit)», «Attack (Detroit)», «2 Kindsa Love (Duck Rock 105.9 FM Remix)», «Blues Power», «Do You Wanna Get Heavy? (Duck Rock Hip 'n' Bass Remix)».
- Calvin (Au-Go-Go, 1999, ANDA 251). CD-EP con «Calvin (Album Mix, por T-Ray de Cypress Hill)», «Wait A Minute (Moby)», «Get Down Lover (Nick Sansano)» y «Confused (Nick Sansano)».
- Calvin 12" (Au-Go-Go, 1999, ANDA 251). 12" con «Calvin», «Calvin (Zebra Ranch Mix - Jim Dickinson)», «Talk About The Blues (For The Saints & Sinner Mix - David Holmes)».
- «Calvin» (Au-Go-Go, 1999, ANDA 251). 7".
- Techno Animal Remixes (Mute, 2000, 12 JSBX 4) 12" con: «Bacon (radio edit)»,Not Yet (Sci-Fi Mix)», «Bacon (dub)» y «Not Yet (Splatter Mix)»
- «Ghetto Mon» / «Dya Wanna Get It?» (In The Red, 2002, ITR 088).
- «She Said (edit)» / «Ghetto Mom» (Mute, 2002, mute 263)
- «Sweet N Sour» / «Shakin' Rock 'N' Roll Tonight (live at VPRO)» (Mute, 2002, mute 271)
- «Shakin' Rock'n'Roll Tonight» / «She Said (The Tremelo Beer Gut Remix)» (Mute, 2002, mute 288). Existe edición de CD-single con 5 remezclas más y pistas de vídeo.
- «Hot Gossip» / «Meet Me In The City» (Mute, 2004, mute 332)
- Burn It Off (Mute, 2004, mute 327). EP con «Burn It Off», «Fed Up And Low Down» y «Serial Number»